# O Processo do Rei
O Processo do Rei (portugiesisch für: Der Prozess des Königs) ist ein Filmdrama des portugiesischen Regisseurs João Mário Grilo aus dem Jahr 1990 (offizielle Veröffentlichung). Der Historienfilm beschäftigt sich mit König Dom Afonso VI, der 1668 nach einem Prozess abgesetzt wurde.

## Inhalt
Frankreichs Sonnenkönig Ludwig XIV. möchte eine Französin als Gattin des portugiesischen Königs Alfons VI. und wählt dafür seine Cousine Maria Francisca Elisabeth von Savoyen aus. Alfons hofft auf einen starken Verbündeten gegen Spanien und willigt ein. Der geistesschwache König ist jedoch unfähig zur Führung, und so ist sein Minister, der Graf von Castelo Melhor, der starke Mann im Reich.
Ludwig XIV. schickt seinen Gesandten Monsieur de Preyssac an den Hof Alfons, um ihn an seine Bündnispflichten zu erinnern, doch er zeigt sich unfähig. Daraufhin schmiedet seine eigene Gattin mit Hilfe des Gesandten und dem machthungrigen Bruder des Königs, Infant D. Pedro eine Verschwörung an. Sie werfen Alfons öffentlich Impotenz vor, lassen ihn im November 1667 festnehmen und erwirken eine Päpstliche Bulle, die die Jungfräulichkeit der Königin bestätigt und ihre Heirat mit Alfons Bruder Pedro absegnet.
Es wird ein Tribunal einberufen, auf dem eine Reihe Frauen aussagen. Sie alle bestätigen seine Impotenz, und der König wird abgesetzt.

## Produktion
Die Dreharbeiten fanden von September bis November 1988 auf der Herdade da Barroca D’Alva statt, eine Quinta im Landkreis Alcochete. Dort wurden seither mehrfach Filme gedreht, zuletzt 2019 Land im Sturm. Weitere Drehorte waren der Paço dos Duques de Bragança in Guimarães, der Palácio Nacional de Sintra und der Palácio da Bacalhoa in Azeitão, u. a.
Der Film entstand in Zusammenarbeit der Produktionsfirmen Filmargem (Portugal) und Gemini Films (Frankreich), dazu Pandora (Deutschland) und AB Cinema (Italien), Produzent war Paulo Branco. An der Finanzierung beteiligten sich die portugiesische Filmförderungsanstalt Instituto Português de Cinema (heute ICA), der öffentlich-rechtliche portugiesische Fernsehsender RTP und die Stiftung Calouste Gulbenkian. Internationaler Filmverleih war MK2 Diffusion aus Frankreich, Madragoa/Atalanta in Portugal.

## Rezeption
Der Film wurde erstmals im November 1989 beim FestRio/Fortaleza-Filmfestival in Brasilien gezeigt, in Portugal erstmals am 12. Januar 1990 in der Cinemateca Portuguesa. Er lief danach auf einer Reihe Filmfestivals, darunter die Berlinale 1990, das Toronto International Film Festival und das Film Fest Gent.
In die portugiesischen Kinos kam er am 19. Januar 1990 und war mit 23.149 Zuschauern vergleichsweise erfolgreich. Er erschien danach als VHS-Kassette bei Atalanta Filmes. Am 2. Februar 2019 lief er erstmals im portugiesischen Fernsehen, bei RTP2, dem zweiten Kanal des öffentlich-rechtlichen Fernsehsenders Rádio e Televisão de Portugal (RTP). Am 5. Juli 2020 wurde er dort erneut ausgestrahlt.
O Processo do Rei war der portugiesische Kandidat für den besten fremdsprachigen Film zur Oscarverleihung 1991, gelangte bei der folgenden 63. Oscarverleihung jedoch nicht zur Nominierung.